# Salamína (kommunhuvudort i Grekland)
Salamína (Salamina) är en kommunhuvudort i Grekland.   Den ligger i prefekturen Nomós Piraiós och regionen Attika, i den sydöstra delen av landet, 19 km väster om huvudstaden Aten. Salamína ligger 5 meter över havet och antalet invånare är 25 370. Den ligger på ön Salamis.
Terrängen runt Salamína är kuperad norrut, men söderut är den platt. Havet är nära Salamína åt nordväst.  Närmaste större samhälle är Aten, 19,3 km öster om Salamína. Runt Salamína är det i huvudsak tätbebyggt.